# 마산지혜의바다
마산지혜의바다는 경상남도 창원시 마산회원구에 있는 도서관이다.

## 현역
- 2016년 9월 12일 구암중 · 구암여중 통 · 폐합 추진계획 수립
- 2016년 10월 25일 ~ 11월 14일 구암중 · 구암여중 통합(안) 행정예고 실시
- 2017년 3월 1일 구암중 · 구암여중 통합
- 2017년 10월 18일 지혜의바다 공사 착공 (구. 구암중 체육관)
- 2018년 4월 13일 지혜의바다 개관
- 2019년 3월 1일 경상남도교육청 마산도서관 지혜의바다분관
- 2019년 7월 10일 휴게공간 조성(지혜쉼터, 바다쉼터)
- 2020년 9월 1일 경상남도교육청 마산지혜의바다도서관

## 이용 시간
| 구분 | 층별 공간                                                            | 이용 시간                                 |
| ---- | -------------------------------------------------------------------- | ----------------------------------------- |
| 1층  | 구암홀, 더채움방, 동화방, 레고방, 보드방, 상상창작방, 웹툰방, 힐링방 | 09:00 ~ 18:00                             |
| 1층  | 바다쉼터                                                             | 동절기 10:00 ~ 17:00 하절기 10:00 ~ 18:00 |
| 2층  | 꿈다락방, 꿈테이블, 디지털존, 지혜마루                               | 09:00 ~ 22:00                             |
| 2층  | 지혜쉼터                                                             | 09:00 ~ 20:00                             |
| 2층  | 카페테리아                                                           | 09:00 ~ 21:00                             |
| 3층  | 리딩+존                                                              | 09:00 ~ 22:00                             |

※ 1층은 야간프로그램 운영 시 연장 개방
※ 단, 코로나19로 인하여 2차 부분 개방 기간 동안 09:00~18:00까지 운영

## 층별안내
| 구분                 | 공간명                  | 공간 소개                                |
| -------------------- | ----------------------- | ---------------------------------------- |
| 1층테마별 체험공간   | 동화방                  | 책놀이와 함께하는 이야기 공간            |
| 1층테마별 체험공간   | 레고방                  | 레고 체험 공간                           |
| 1층테마별 체험공간   | 보드방                  | 보드게임 놀이 공간                       |
| 1층테마별 체험공간   | 상상창작방·지혜꿈발전소 | 메이커활동 및 미래 탐색 공간             |
| 1층테마별 체험공간   | 웹툰방                  | 만화를 비치한 신개념 독서 공간           |
| 1층테마별 체험공간   | 힐링방                  | 책을 통한 치유 및 힐링 프로그램 운영     |
| 1층테마별 체험공간   | 전시서가                | 매월 테마 전시가 운영되는 전시 공간      |
| 1층테마별 체험공간   | 더채움방                | 평생학습 강좌프로그램 및 독서동아리 활동 |
| 1층테마별 체험공간   | 구암홀                  | 시청각실                                 |
| 1층테마별 체험공간   | 바다쉼터                | 야외 휴게 공간                           |
| 2층복합독서문화공간  | GNE존                   | GNE(경남교육) 미로 서가                  |
| 2층복합독서문화공간  | 꿈테이블                | 30인이 함께 누리는 독서공간              |
| 2층복합독서문화공간  | 꿈다락방                | 벌집 형태의 가족 독서 공간               |
| 2층복합독서문화공간  | 지혜마루                | 편안한 독서 및 오픈형 공연 공간          |
| 2층복합독서문화공간  | 디지털존                | 디지털 전자정보 활용 공간                |
| 2층복합독서문화공간  | 카페테리아              | 차와 커피를 즐기는 공간                  |
| 2층복합독서문화공간  | 지혜쉼터                | 카페형 휴게 공간                         |
| 3층테라스형 열람공간 | 리딩+존                 | 테라스형 도서 열람 전용 공간             |

## 휴관일
- 법정공휴일(단, 일요일은 정상 운영, 법정공휴일과 겹치면 휴관)

- 관장이 지정한 날
- 정기휴관일(매월 네 번째 월요일)